# Guerra lituano-soviética
A Guerra lituano-soviética ou Guerra lituano-bolchevique (em lituano: karas su bolševikais) foi travada entre a recém-independente Lituânia e a República Socialista Federativa Soviética da Rússia no rescaldo da Primeira Guerra Mundial. Foi em maior parte da ofensiva soviética ao oeste de 1918–1919. A ofensiva seguiu o recuo das tropas alemãs com a intenção de estabelecer repúblicas soviéticas da Ucrânia, Bielorrússia, Lituânia, Letônia, Estônia, Polônia e articular-se com a Revolução Alemã. Até o final de dezembro de 1918, as forças soviéticas alcançaram as fronteiras da Lituânia. Por unanimidade, tomaram uma cidade após a outra e no final de janeiro de 1919 controlava cerca de ⅔ do território lituano. Em fevereiro, o avanço soviético foi parado por voluntários lituanos e alemães, que impediram os soviéticos de conquistar Kaunas, a capital provisória da Lituânia. De abril de 1919, a guerra lituana esteve em paralelo com a Guerra polaco-soviética. A Polônia tinha pretensões territoriais sobre a Lituânia, especialmente na Região de Vilnius, e estas tensões influíram sobre a Guerra polaco-lituana. O historiador Norman Davies resumiu a situação: “o exército alemão apoiava os nacionalistas da Lituânia, os soviéticos apoiavam os comunistas da Lituânia e o Exército polonês teve de combatê-los todos.”  Em meados de maio, o exército lituano, agora comandado pelo General Silvestras Žukauskas, começou uma ofensiva contra os soviéticos no nordeste da Lituânia. Em meados de junho, os lituanos chegaram à fronteira da Letônia e os soviéticos ficam encurralados entre lagos e montanhas perto Zarasai, onde os soviéticos se estenderam até o final de agosto de 1919. Os soviéticos e os lituanos, separados pelo rio Daugava, mantiveram suas frentes, até a Batalha de Daugavpils em janeiro de 1920. Já em setembro de 1919, os soviéticos se ofereceram para negociar um tratado de paz, mas as conversações começaram apenas em maio de 1920. O Tratado de Paz Lituano-Soviético foi assinado em 12 de julho de 1920. A Rússia soviética reconheceu plenamente a Lituânia independente.